# Pfronten
Pfronten är en kommun och ort i Landkreis Ostallgäu i Regierungsbezirk Schwaben i förbundslandet Bayern i Tyskland. Platsen är en vintersportort.
Pfronten är en av totalt 45 städer och kommuner i distriktet Ostallgäu.
Pfronten har 15 Gemeindeteile:
- Berg
- Dorf
- Burg Falkenstein
- Fallmühle
- Halden
- Heitlern
- Kappel
- Kreuzegg
- Meilingen
- Ösch
- Rehbichel
- Ried
- Röfleuten
- Steinach
- Weißbach

## Bilder

Utsikt över Pfronten
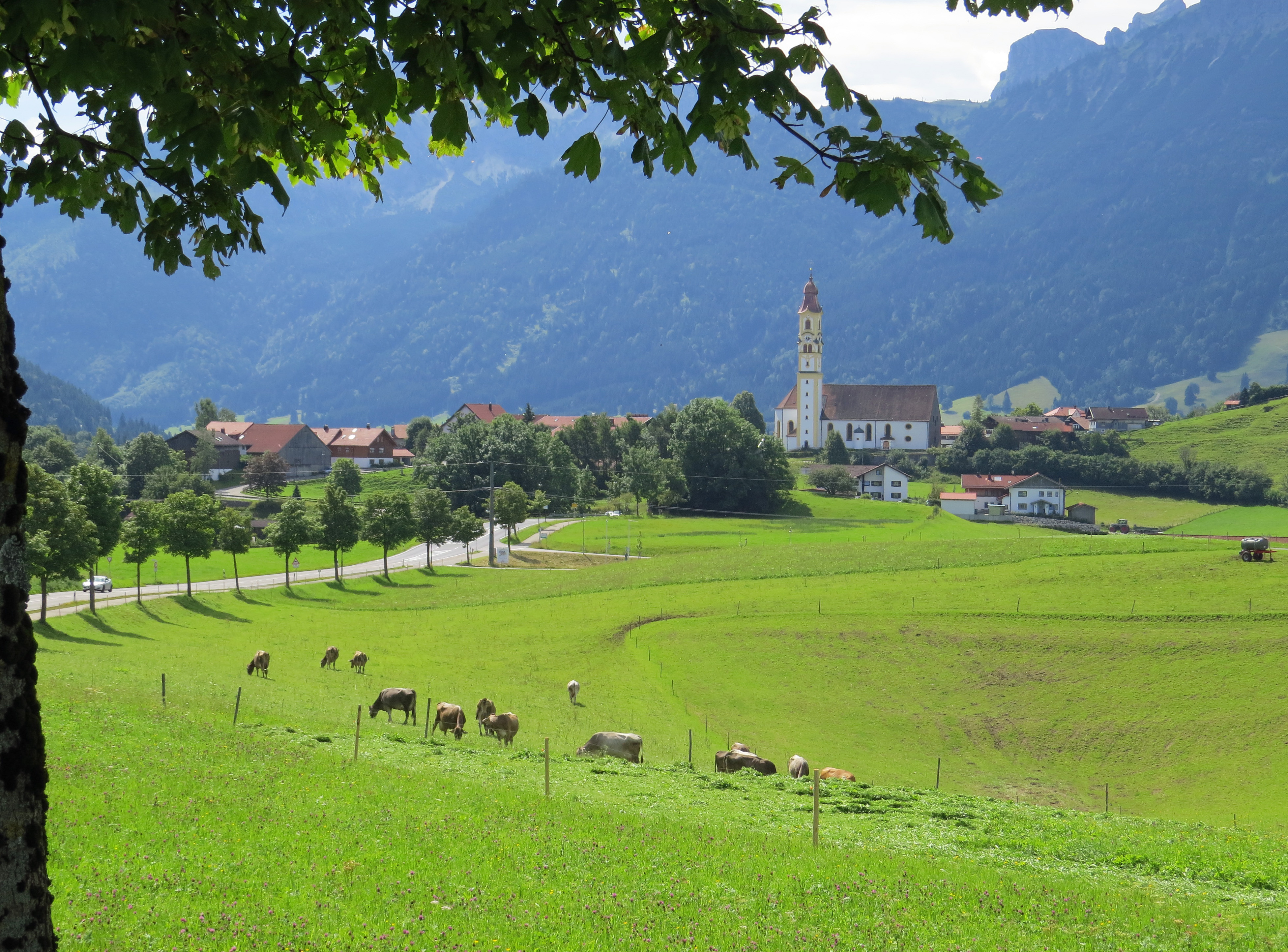
Pfronten-Berg
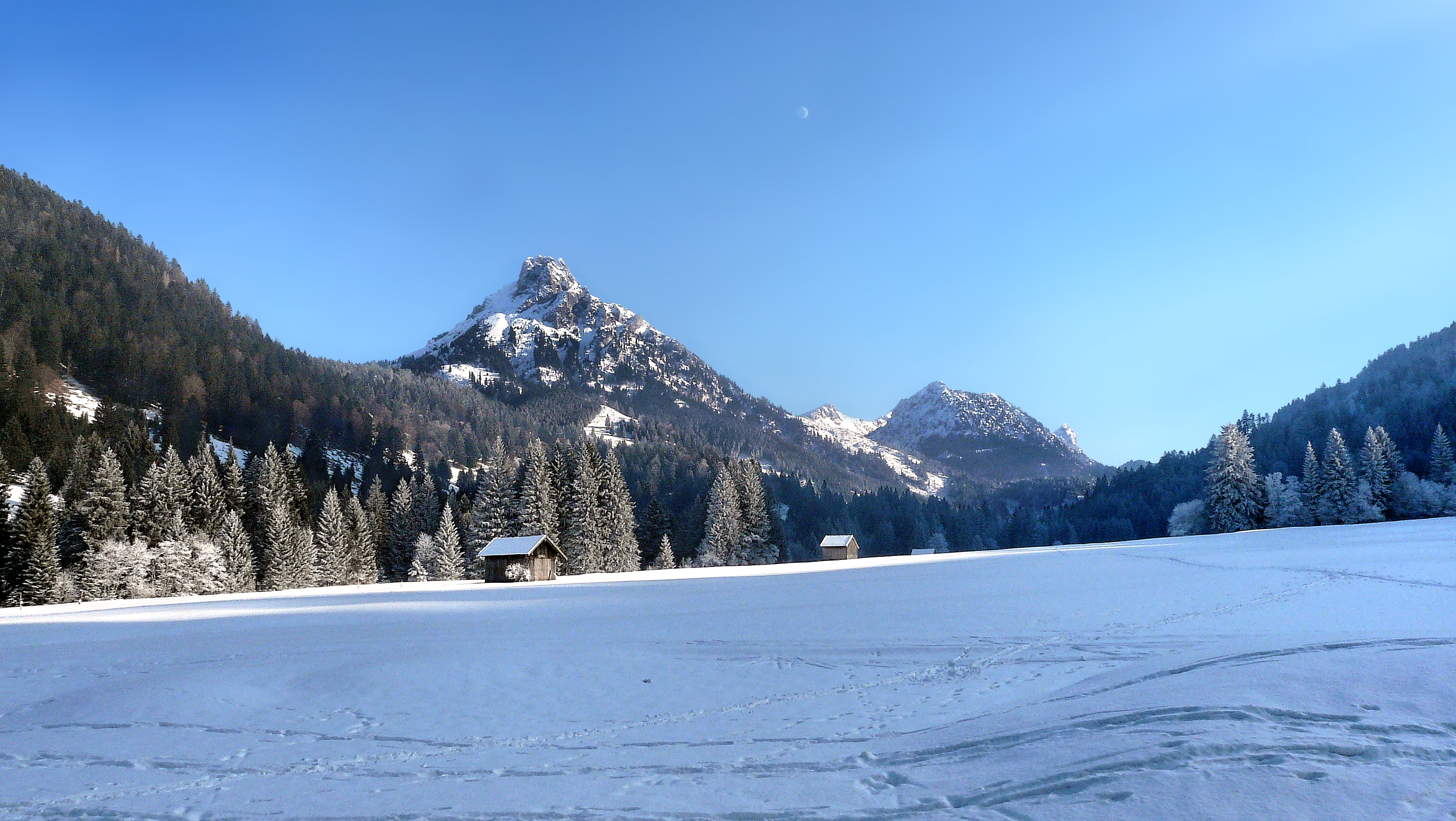
Engetal och Aggenstein

## Personer från Pfronten
- Johann Baptist Babel (1716–1799), skulptör
- Syrius Eberle (1844–1903), skulptör